# Peter Leitner
Peter Leitner (ur. 5 stycznia 1956 w Oberstdorfie) – niemiecki skoczek narciarski, olimpijczyk (1980), zwycięzca Pucharu KOP (1977/1978), sześciokrotny mistrz Niemiec.

## Życiorys
Skoki narciarskie zaczął uprawiać w wieku dziesięciu lat.
W trakcie swojej kariery wystartował w czterech edycjach Tygodnia Lotów Narciarskich – w 1976, 1978, 1979 i 1980 roku. W 1978 roku zajął pierwsze, czwarte i trzecie miejsce w konkursach w Tauplitz, dzięki czemu odniósł triumf w całym cyklu i został zwycięzcą Pucharu KOP. Brał udział również w pięciu edycjach Turnieju Czterech Skoczni w latach 1975–1980. Najlepszy wynik w klasyfikacji turnieju osiągnął w jego 26. edycji (w sezonie 1977/1978), zajmując 12. pozycję. W edycji tej zajął również najlepsze miejsce w pojedynczym konkursie Turnieju Czterech Skoczni – w Oberstdorfie był piąty.
W lutym 1978 roku wziął udział w konkursach skoków na mistrzostwach świata w narciarstwie klasycznym w Lahti. Indywidualnie był 21. na skoczni dużej i 42. na normalnej, a drużynowo uplasował się na 8. miejscu. Rok później uczestniczył w mistrzostwach świata w lotach narciarskich w Planicy i zajął w nich 12. miejsce.
W lutym 1979 roku zwyciężył w próbie przedolimpijskiej na normalnej skoczni w Lake Placid. Rok później wystąpił w konkursach olimpijskich i zajął 18. miejsce na dużej oraz 19. na normalnej skoczni.
W sezonie 1979/1980 uczestniczył w zawodach pierwszej edycji Pucharu Świata w skokach narciarskich. W zawodach tej rangi zadebiutował podczas Turnieju Czterech Skoczni, 30 grudnia 1979 roku w Oberstdorfie, zajmując 47. miejsce. Pierwsze punkty do klasyfikacji generalnej zdobył 9 marca 1980 roku w Lahti, kiedy był szósty. Raz stanął na podium zawodów Pucharu Świata – 24 marca 1980 roku w Szczyrbskim Jeziorze był drugi. Po sezonie 1979/1980, w którym uplasował się na 24. miejscu w klasyfikacji generalnej PŚ, nie startował w zawodach tej rangi.
W 1978 roku wygrał Memoriał Janeza Poldy. W 1979 roku zwyciężył w Turnieju Schwarzwaldzkim oraz zajął drugie miejsce w Turnieju Szwajcarskim.
Sześciokrotnie został mistrzem Niemiec w skokach narciarskich – trzykrotnie triumfował na skoczni normalnej (w latach 1976, 1978 i 1980) i trzykrotnie na skoczni dużej (w latach 1976, 1978 i 1979).

## Osiągnięcia

### Igrzyska olimpijskie
| Miejsce | Data           | Miejscowość | Konkurs                         | Skok 1  | Skok 2 | Nota      | Strata   | Zwycięzca      |
| ------- | -------------- | ----------- | ------------------------------- | ------- | ------ | --------- | -------- | -------------- |
| 19.     | 17 lutego 1980 | Lake Placid | skocznia normalna indywidualnie | 81,0 m  | 77,5 m | 223,0 pkt | 43,3 pkt | Toni Innauer   |
| 18.     | 23 lutego 1980 | Lake Placid | skocznia duża indywidualnie     | 106,0 m | 98,0 m | 221,5 pkt | 49,5 pkt | Jouko Törmänen |

### Mistrzostwa świata
| Miejsce | Data           | Miejscowość | Konkurs                         | Skok 1  | Skok 2  | Nota                  | Strata   | Zwycięzca      |
| ------- | -------------- | ----------- | ------------------------------- | ------- | ------- | --------------------- | -------- | -------------- |
| 42.     | 18 lutego 1978 | Lahti       | skocznia normalna indywidualnie | 78,0 m  | 73,0 m  | 204,3 pkt             | 48,9 pkt | Matthias Buse  |
| 8.      | 22 lutego 1978 | Lahti       | skocznia duża drużynowo         | 101,0 m | –       | 365,1 pkt (108,8 pkt) | 78,7 pkt | NRD            |
| 21.     | 26 lutego 1978 | Lahti       | skocznia duża indywidualnie     | 95,0 m  | 103,5 m | 216,7 pkt             | 39,9 pkt | Tapio Räisänen |

### Mistrzostwa świata w lotach narciarskich
| Miejsce | Data             | Miejscowość | Konkurs       | Skok 1  | Skok 2  | Skok 3  | Skok 4  | Skok 5  | Skok 6  | Nota      | Strata   | Zwycięzca    |
| ------- | ---------------- | ----------- | ------------- | ------- | ------- | ------- | ------- | ------- | ------- | --------- | -------- | ------------ |
| 12.     | 17–18 marca 1979 | Planica     | indywidualnie | 130,0 m | 140,0 m | 149,0 m | 137,0 m | 152,0 m | 136,0 m | 648,0 pkt | 93,5 pkt | Armin Kogler |

### Puchar Świata

#### Miejsca w klasyfikacji generalnej
| Sezon     | Miejsce |
| --------- | ------- |
| 1979/1980 | 24.     |

#### Miejsca w poszczególnych konkursach Pucharu Świata
| Sezon 1979/1980                                                                        |            |                        |           |               |         |         |             |             |          |          |              |              |              |        |           |           |       |       |       |      |         |         |                     |                     |        |        |        |        |        |        |        |        |        |        |        |        |        |        |        |        |        |        |        |
| Cortina d'Ampezzo                                                                      | Oberstdorf | Garmisch-Partenkirchen | Innsbruck | Bischofshofen | Sapporo | Sapporo | Thunder Bay | Thunder Bay | Zakopane | Zakopane | Saint-Nizier | Saint-Nizier | Sankt Moritz | Gstaad | Engelberg | Vikersund | Lahti | Lahti | Falun | Oslo | Planica | Planica | Szczyrbskie Jezioro | Szczyrbskie Jezioro | punkty | punkty | punkty | punkty | punkty | punkty | punkty | punkty | punkty | punkty | punkty | punkty | punkty | punkty | punkty | punkty | punkty | punkty | punkty |
| -                                                                                      | 47         | 23                     | 25        | 32            | -       | -       | -           | -           | -        | -        | -            | -            | -            | -      | -         | -         | 21    | 6     | 6     | 15   | 53      | 18      | 2                   | 11                  | 46     | 46     | 46     | 46     | 46     | 46     | 46     | 46     | 46     | 46     | 46     | 46     | 46     | 46     | 46     | 46     | 46     | 46     | 46     |
| Legenda                                                                                |            |                        |           |               |         |         |             |             |          |          |              |              |              |        |           |           |       |       |       |      |         |         |                     |                     |        |        |        |        |        |        |        |        |        |        |        |        |        |        |        |        |        |        |        |
| 1 2 3 4-10 11-15 poniżej 15 - – zawodnik nie wystartował lub zajął miejsce poniżej 15. |            |                        |           |               |         |         |             |             |          |          |              |              |              |        |           |           |       |       |       |      |         |         |                     |                     |        |        |        |        |        |        |        |        |        |        |        |        |        |        |        |        |        |        |        |